# Неистовый Виссарион
Неистовый Виссарион — всероссийская литературно-критическая премия, учрежденная в 2019 году по инициативе Свердловской областной универсальной научной библиотеки им. В. Г. Белинского. Премия названа в честь классика отечественной литературы и учреждена к 120-летию основания библиотеки. Дебютное вручение премии «Неистовый Виссарион» состоялось 7 июня 2019 года во время проведения 1-го Уральского культурного форума в здании библиотеки.

## Порядок присуждения премии
Организатор Премии – Свердловская областная универсальная научная библиотека им. В. Г. Белинского («Белинка»).
Присуждается ежегодно живущим в России авторам за значительные достижения и творческую активность в области критики, обращенной к современной русскоязычной литературе XXI века.
Жюри состоит из не менее чем 5 экспертов, ежегодно утверждаемых Организатором, имеющим право вносить изменения в состав жюри. На постоянной основе в работе совета принимает участие представитель Организатора с правом совещательного голоса, исполняющий обязанности секретаря жюри.
Жюри обладает правом присуждения также Специальных (поощрительных) призов «Перспектива» и «За творческую дерзость» с вручением диплома, почетного знака и памятного подарка. Денежное содержание Премии устанавливается в размере 70 000 рублей.

## Лауреаты премии

### 2019 год
- Победитель премии «Неистовый Виссарион-2019» — Ольга Балла;
- Специальный приз «Перспектива» — Елена Макеенко;
- Специальный приз «За творческую дерзость» — Мария Галина;
- Почетная премия «Неистовый Виссарион» за вклад в развитие критической мысли (особое решение жюри) — Ирина Роднянская[3][4].

### 2020 год
- Победитель премии «Неистовый Виссарион-2020» — Юлия Подлубнова;
- Специальный приз «За творческую дерзость» — Дмитрий Бавильский;
- Специальный приз «Перспектива» — Алексей Конаков;
- Почетная премия «Неистовый Виссарион» за вклад в развитие критической мысли — Илья Кукулин[3].

### 2021 год
- Победитель премии «Неистовый Виссарион-2021» — Игорь Гулин;
- Специальный приз «За творческую дерзость» — Евгений Никитин;
- Специальный приз «Перспектива» — Яна Сафронова [5][6][7].

### 2022 год
- Победитель премии «Неистовый Виссарион-2022» — Валерий Шубинский;
- Специальный приз «За дерзость» — Василий Ширяев;
- Специальный приз «Перспектива», за расширение культурного контекста современной литературы на русском языке — Александр Марков;
- Почётная премия за вклад в развитие критической мысли и книгу «Необычайное: Критика, публицистика, эссе» (особое решение жюри) — Владимир Березин[8][9].

### 2023 год
- Победитель премии «Неистовый Виссарион-2023» — Виктория Шохина [10];
- Специальный приз «За творческую дерзость» — Кирилл Анкудинов;
- Специальный приз «Перспектива» — Борис Кутенков;
- Почётная премия «Неистовый Виссарион» за вклад в развитие критической мысли и книгу «Дышащий чертеж: Сны о поэтах и поэзии» — Ольга Балла;
- Особое упоминание жюри – Александр Марков[11].

### 2024 год
- Победитель премии «Неистовый Виссарион-2024» — Дмитрий Бавильский;
- Специальный приз «За творческую дерзость» — Валерия Пустовая;
- Специальный приз «Перспектива» — Иван Родионов;
- Почётная премия «Неистовый Виссарион» за вклад в развитие критической мысли — Александр Мелихов[12].

### 2025 год
- Победитель премии «Неистовый Виссарион-2025» — Александр Чанцев;
- Специальный приз «Перспектива» — Кирилл Ямщиков;
- Почётная премия «Неистовый Виссарион» за большой вклад в развитие критической мысли и верное служение отечественной литературе — Василий Владимирский[13].